# Kodomo
Kodomo (子供) är det japanska ordet för "barn", men även namnet på animeproduktioner och mangaserier med barn som målgrupp.
Innehållet i Kodomo är ofta moralistiskt, och försöker lära barn hur man skall bete sig. Serierna är oftast fristående och icke-episodiskt för att tilltala barn. Doraemon av Fujiko F. Fujio är en av de mest kända serierna ur denna genre.